# Kusån (rivier)
De Kusån is een rivier in Zweden van ongeveer drie kilometer lang, die evenwijdig aan de Lule ligt, binnen de gemeente Boden in de provincie Norrbottens län. Het eiland Kusön verdeelt de Lule voor het dorp Kusån in twee stromen. Ten noorden van het eiland heeft het de naam Kusån meegekregen, ten zuiden van het eiland blijft het Lule.